# Liste de séismes en Iran
Pour un article plus général, voir Listes de séismes.
Cet article liste les séismes en Iran.

## AuXXesiècle
- Séisme de 1962 à Buin Zahra
- Séisme de 1997 à Ghayen

## AuXXIesiècle
- Séisme de 2002 à Bouine-Zahra
- Séisme de 2003 à Bam
- Séisme de 2008 à Qechm
- Séismes de 2012 à Tabriz
- Séisme de 2013 à Bouchehr
- Séisme de 2013 au Sistan-et-Balouchistan
- Séisme de 2017 à Kermanchah
- Séisme de 2017 à Kerman